# Pier Solar and the Great Architects
Pier Solar and the Great Architects est un jeu vidéo de rôle développé et édité par WaterMelon sur Mega Drive en décembre 2010. Le jeu utilise le Mega-CD, une extension de la Mega Drive qui améliore les capacités audio du jeu.
Le 5 novembre 2012, la société WaterMelon lance un projet sur Kickstarter afin de faire une adaptation en haute définition du jeu sur PC, MAC, Linux, Xbox 360 et Dreamcast.

## Développement
Le développement du jeu débuta le 8 juin 2004. Il s'agissait d'un petit projet créé par la communauté du site Internet Eidolon's Inn,, communauté dédié au développement de homebrew pour les consoles Sega. Le projet devait être un simple RPG basé sur les membres du forum et le support choisi était le Sega Mega-CD. À cette époque, le projet était appelé Tavern RPG qui faisait référence au forum du site appelé « The Tavern ».
Alors que le développement progressait, l'idée principale a été abandonné en faveur d'un RPG fantastique. En 2006, le jeu devint si sophistiqué que la réalisation du contenu pouvait alors débuter. Alors que la plupart des membres du forum Eidolon's Inn n'était plus directement impliqués, huit membres rejoignirent l'équipe. Par la suite, d'autres personnes vinrent  se rajouter à l'équipe.
Le jeu devenait très ambitieux que la programmation sur Mega CD devenait compliqué. Il fallait un système qui utilise plus de ressources de mémoire. Il a été décidé d'utiliser une cartouche de 64 mégabits de mémoire, le jeu devint alors le plus puissant jeu de la console, tout en trouvant un moyen de combiner le Mega CD pour une meilleure qualité de son. Le jeu devint alors le premier à avoir à la fois combiné la Mega Drive et le CD-ROM en même temps.
Le jeu a été annoncé par le blog d'un des développeurs avec le lancement du site qui révèlera le titre final du jeu en janvier 2008. Une demo a été réalisée un peu plus tard dans l'année pour jouer sur émulateur. Le début des réservations débuta en même temps. Une date de réalisation a été annoncée pour Noël 2008.Par ailleurs, le jeu a apporté l'attention des médias au cours des mois suivants, avec le magazine Retro Gamer comportant un article de deux pages dans le numéro 49, ainsi que plusieurs sites rapportant la nouvelle,,,.
Toutefois la date de sortie a été repoussée à la suite du départ d'un membre de l'équipe. Le retard a été annoncé le 14 novembre 2008 sans pour autant donner une date de commercialisation.
L'attention des médias est restée stable, Pier Solar était surtout évoqué par les magazines Allemand et Britanniques.
C'est en décembre 2015 que Pier Solar fait à nouveau parler de lui. En effet le jeu arrivant sur Dreamcast en version PAL européenne, plusieurs sites en ont relayé l'information,,,,.

## Les différentes versions du jeu
Trois versions différentes ont été réalisés : Classique, Posterity et la réédition. Les versions Classiques et Posterity ont eu pour chacune trois boites différentes, alors que la réédition a bénéficié des trois langues Européennes communes : Anglais, Français et Allemand.
La version Japonaise qui devait inclure la langue japonaise et anglaise a dû être supprimé, faute de volontaires pour traduire le jeu.
Voici les langues disponibles pour les versions Classiques et Posterity :
- PAL : Anglais, Français, Allemand
- US :  Anglais, Espagnol, Portugais
- JAP : Anglais, Français, Allemand

Afin de satisfaire au mieux la demande, des rééditions du jeu Pier Solar étaient en pré-commandes le 31 décembre 2010, 27 février et le 14 mars 2011. La planche de stickers et le poster étaient également présents. Cependant ceux-ci étaient légèrement différentes des premières versions.
Ce qui change par rapport aux versions Classiques et Posterity :
- Le jeu est exclusivement en Anglais, Français et Allemand.
- La boite n'est plus en carton mais en plastique.
- Le jeu n'est pas accompagné de son CD mais il est possible de le télécharger gratuitement et légalement[18].

## Histoire
L'histoire est centrée sur les trois héros du jeu : Hoston, Alina et Edessot.
Le père de Hoston est malade et les trois amis sont partis à la recherche d'une herbe magique pour le soigner.

## Personnages principaux
- Hoston Un jeune botaniste, éduqué par son père. Hoston est un jeune homme insouciant et décontracté. Quand son père était malade, Hoston a réalisé qu'il était la seule personne qui pouvait le sauver et se dirige vers la caverne interdite de Reja où il espère trouver les herbes qui permettront de sauver la vie de son père.
- Alina Adoptée très jeune, Alina grandit avec Hoston et Edessot, ses meilleurs amis. Elle essaye désespérément de faire plaisir à son père. C'est une jeune femme forte et responsable mais au fond d'elle-même, elle est assez solitaire. Elle estime que Hoston et Edessot sont les seules personnes qui se soucient vraiment d'elle. Elle essaye de les protéger et les considère souvent comme sa vraie famille sans qu'Edessot ou Hoston ne la comprenne.
- Edessot Est un mécanicien hors pair et très mature pour son âge. Edessot fait partie d'une famille aisée. Il a été libre d'explorer le monde à son aise.Habituellement plus heureux quand il bricole seul avec des machines, il aime toujours passer du temps avec Hoston et Alina, ayant formé une liaison particulièrement forte avec ces derniers.